# Grooten Bosch

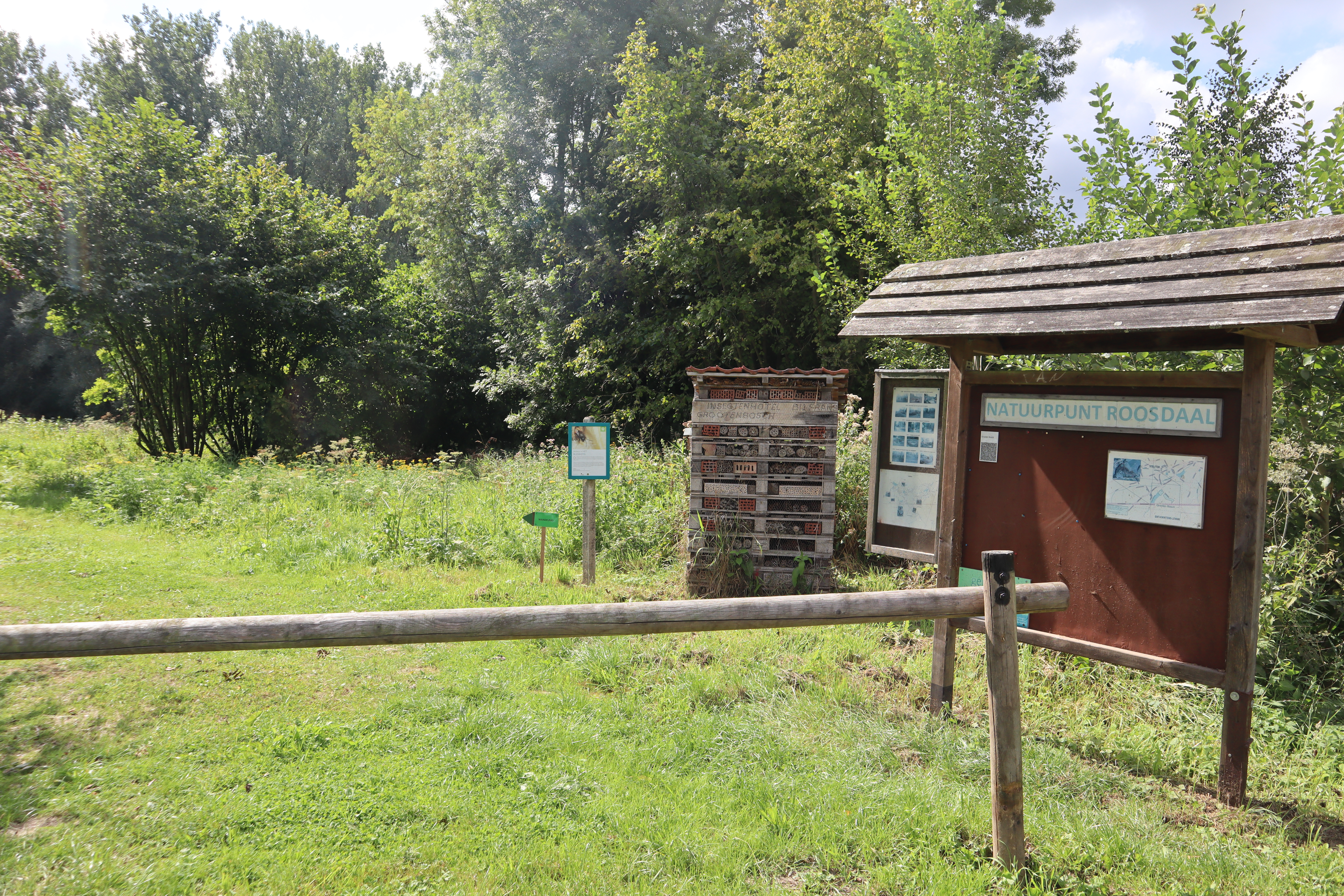
Ingang van het gebied

Grooten Bosch of Grote Bos is een natuurgebied in Strijtem (deelgemeente van Roosdaal). Het staat in verbinding met het Berchem- en Neigembos.

## Beschrijving van het gebied
De Grooten Bosch is gelegen aan de Heidestraat in Strijtem en bevindt zich in het stroomgebied van de Bellebeek. Het gebied beslaat een oppervlakte van meer dan 4,5 hectare en bestaat uit een combinatie van zandleemgrond en zavelgrond. Door de combinatie van zowel een vochtige als kalkrijke grond vormt het volgens Natuurpunt een uniek biotoop voor planten en dieren waaronder de bosorchiris, duizendguldenkruid en bosathyrus. Ook ogentroost en ogentroostdikpootbij komen er voor.
Het gebied bevat een boomgaard, hooiweide, poel en bosgebied met dichte ondergroei. Door deze variatie in begroeiing kan je er zowel amfibieën, waaronder de watersalamander, roofvogels zoals de steenuil, kerkuil en buizerd, en zoogdieren zoals reeën terugvinden.

## Historiek van het gebied
In het gebied werd in de tweede helft van de 20ste eeuw de uitgegraven grond naar aanleiding van de aanleg van het Brusselse metronet en ander bouwafval gestort. Door deze vervuiling werden ook invasieve plantensoorten zoals de late guldenroede en de Japanse duizendknoop in het gebied geïntroduceerd.
Tot aan de jaren 1970 bevatte de boomgaard appel- en kersenbomen. Deze werden begin jaren '70 gekapt en vervangen door een graasweide voor koeien.

### Ontsluiting van het gebied
Wandelwegen maken het gebied toegankelijk. Het natuurgebied is sinds 2020 ook toegankelijk voor rolwagengebruikers via een vlonder- of knuppelpad uit robinia en zomereik. Sinds 2018 is het gebied erkend als natuurreservaat door de Vlaamse regering.

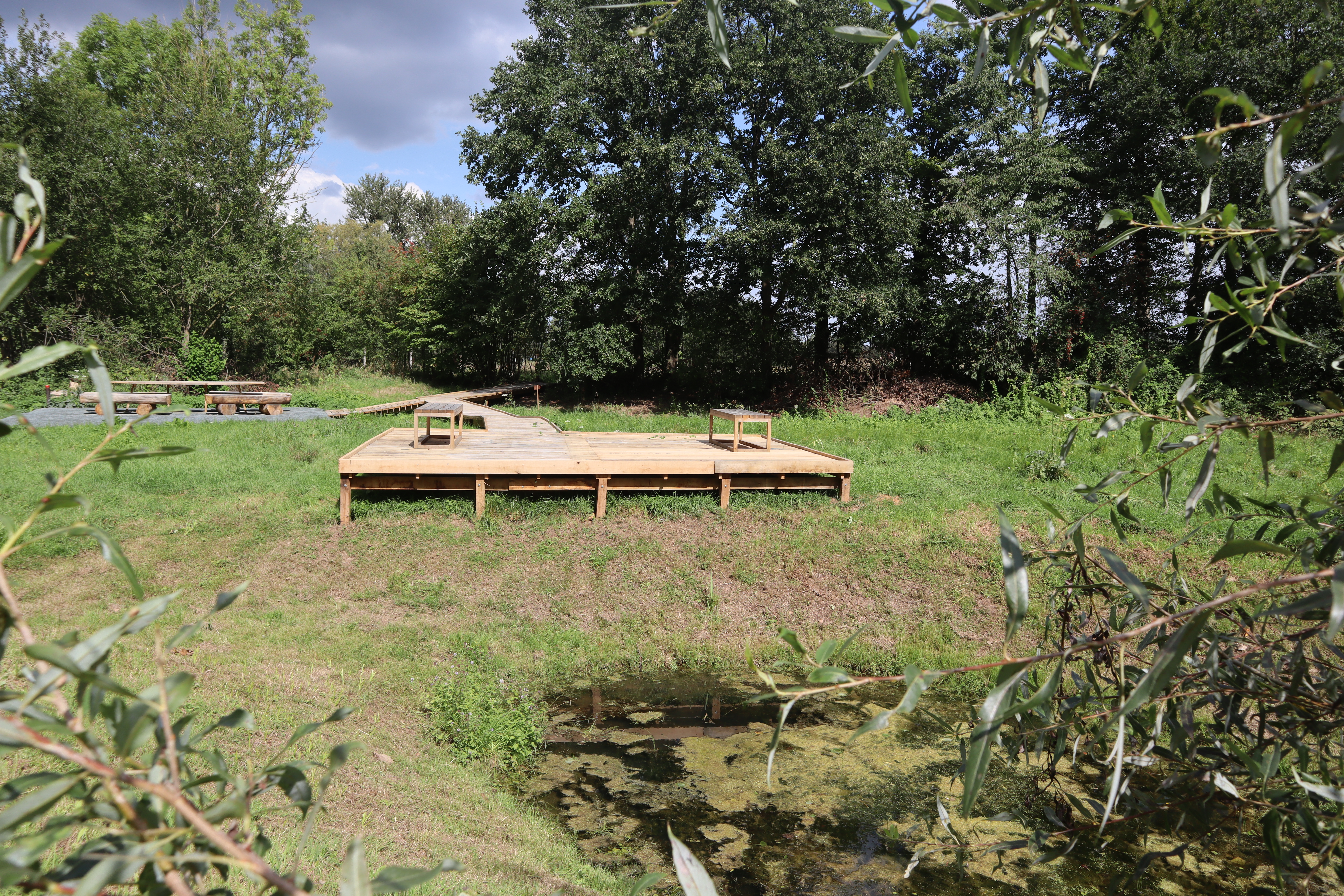
Platform aan de poel
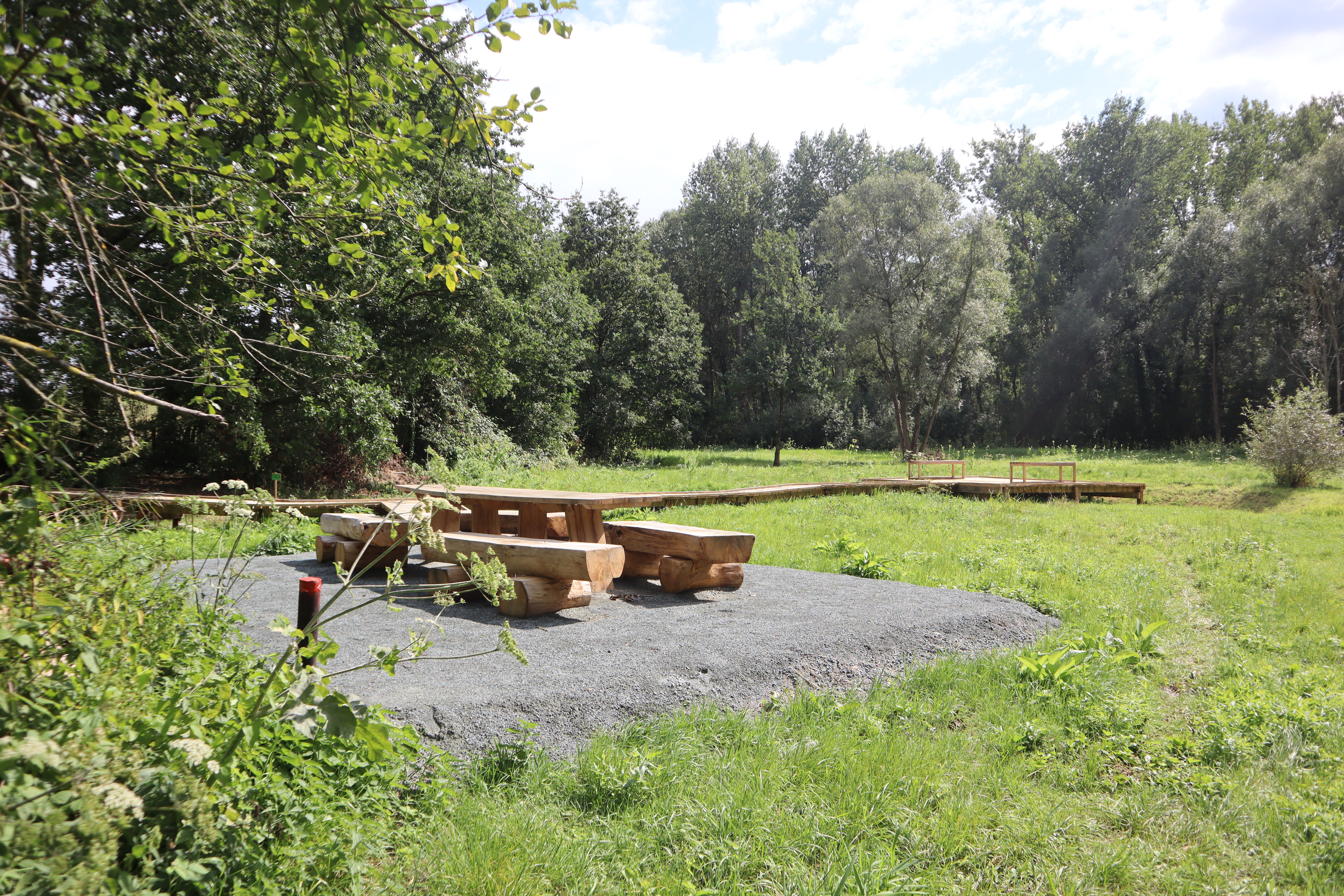
Picknickbank (aangelegd in 2020)
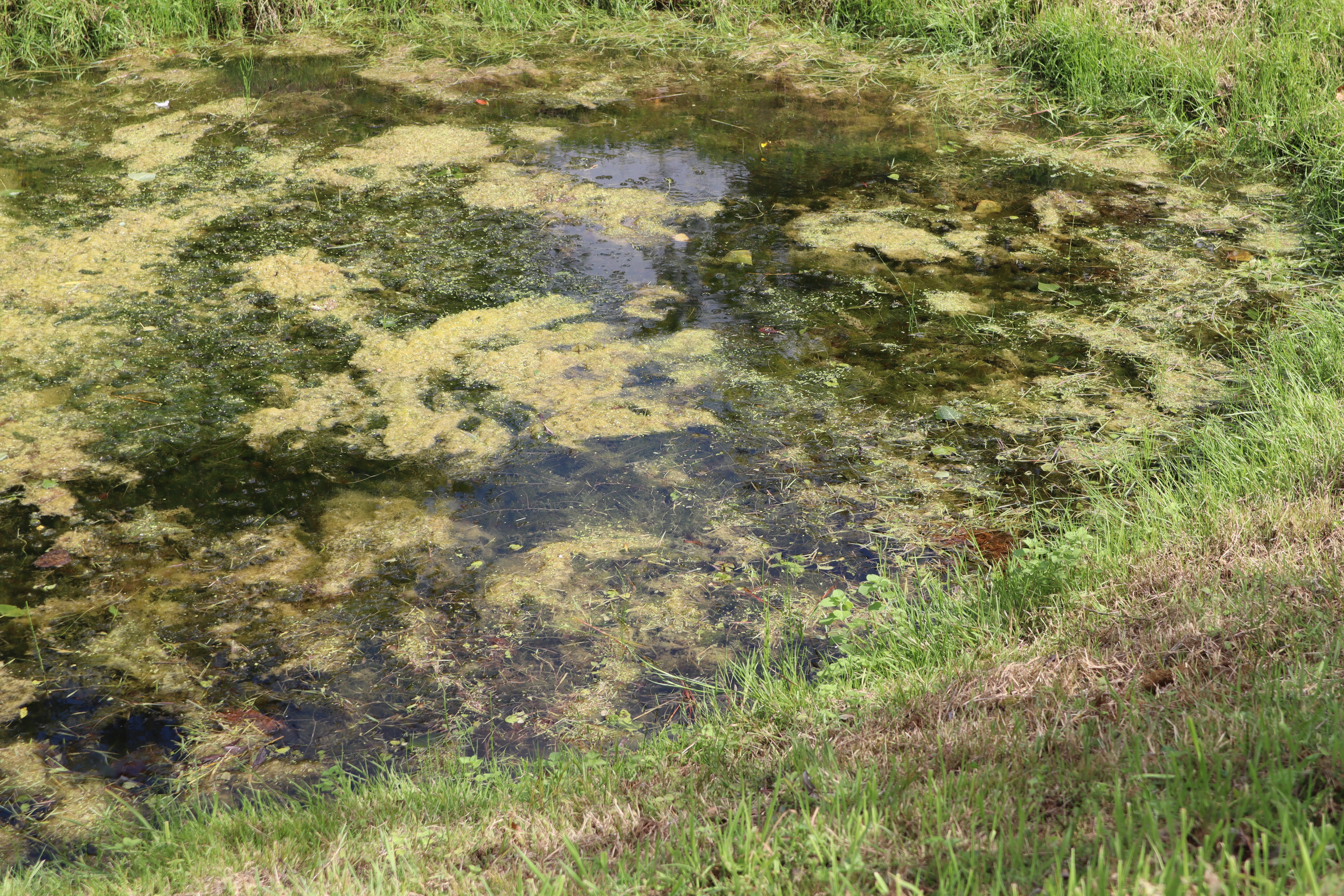
De poel
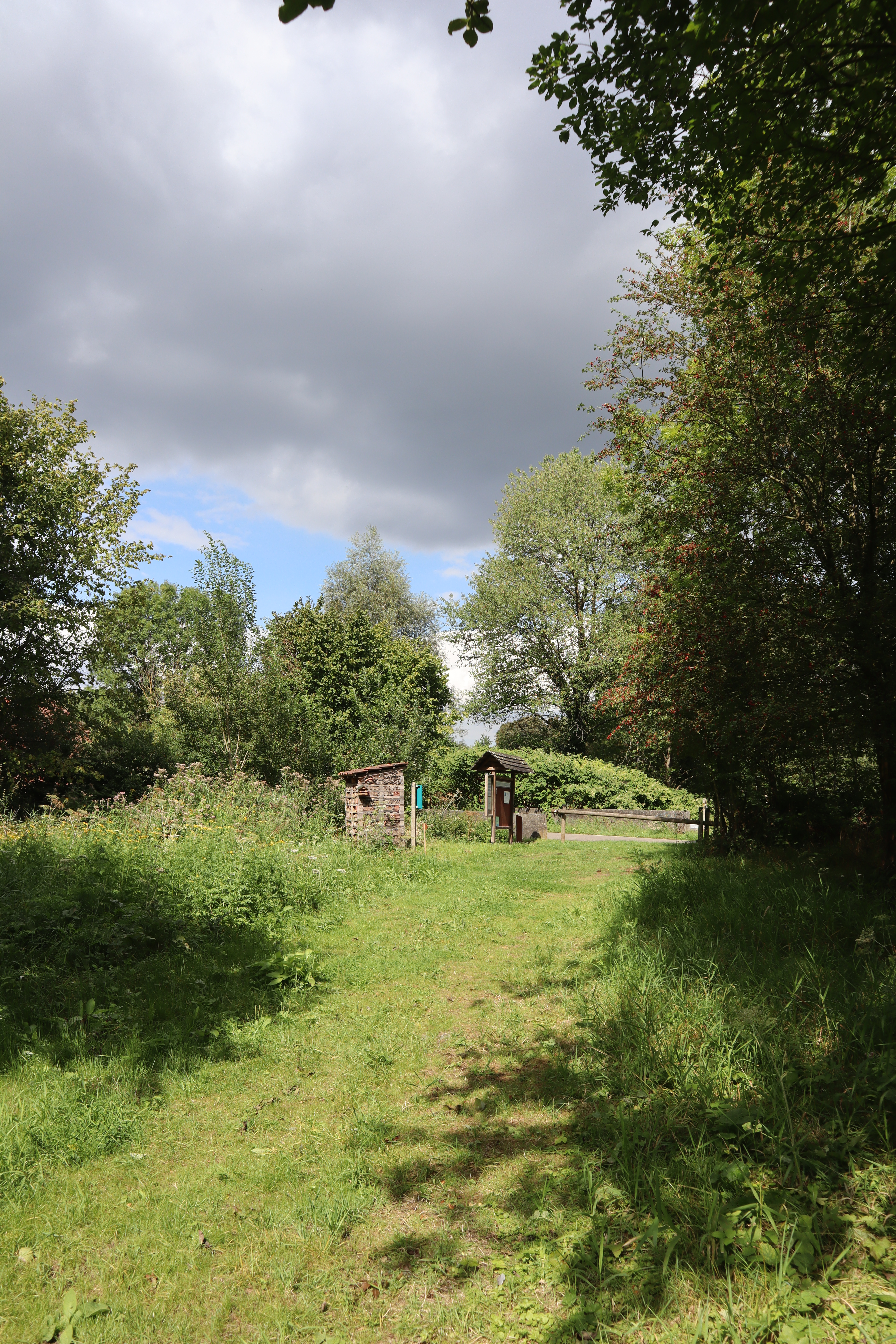
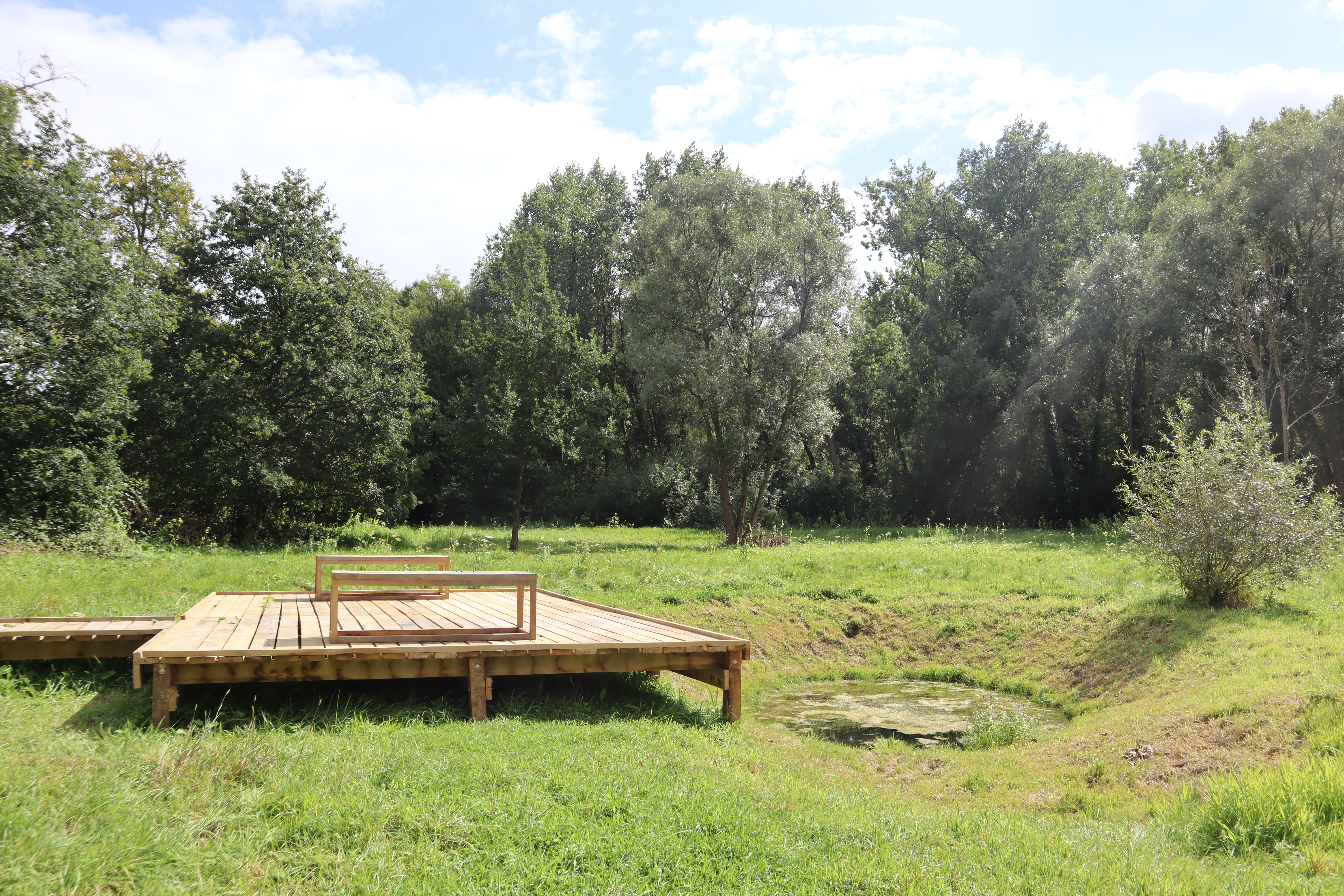
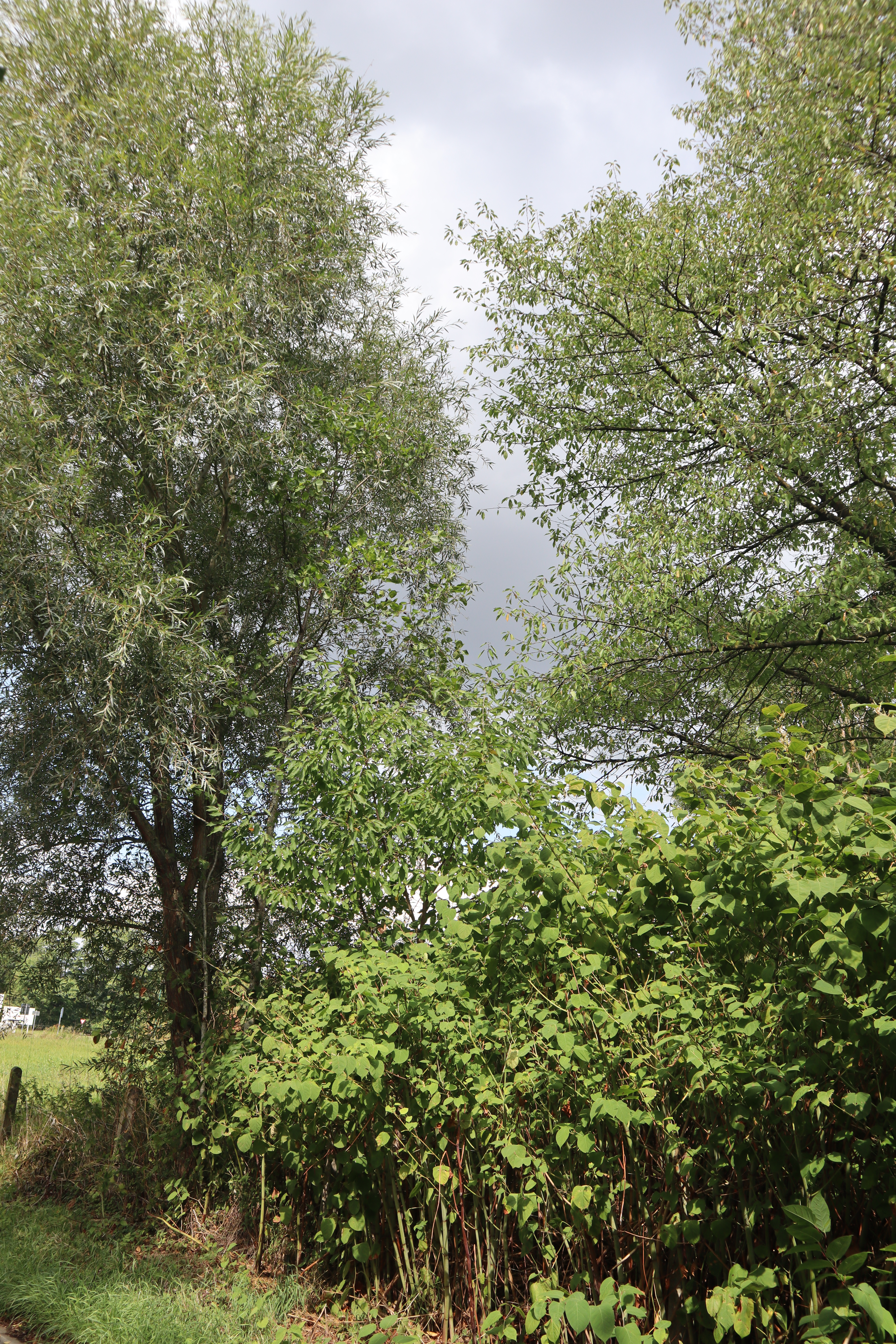